# アントニーノ・レトー
アントニーノ・レトー（Antonino Leto、名は Antonioとも、1844年6月14日 - 1913年5月31日）はイタリアの画家である。主にシチリアの風景画、風俗画を描いた。

## 略歴
シチリア島のモンレアーレに生まれた。叔父の援助により、シチリア最大の町パレルモで、ロヤコーノ(Luigi Lojacono)らに学んだ。当時の南イタリアで指導的だったフィリッポ・パリッチのスタイルを学び、1864年にナポリ美術アカデミーに入学した。1860年代のナポリ近郊のエルコラーノやポルティチで活動した「レジーナ派」(Scuola di Resina)に加わり、その中心的な画家のジュゼッペ・デ・ニッティスやアドリアーノ・チェチオーニに学んだ。
パレルモの展覧会、シラクサの展覧会で入賞し、1872年にはフィレンツェの展覧会にも出展した。1873年にローマに旅し、ローマではたフランチェスコ・パオロ・ミケッティ(Francesco Paolo Michetti:1851–1929)と親しくなった。
1876年から1878年の間はフィレンツェで活動し 、1879年にパリの画商、グーピル商会のアルベール・グーピルに招待されてパリに旅した。1880年にパレルモに帰り、シチリアで活動した。

## 作品

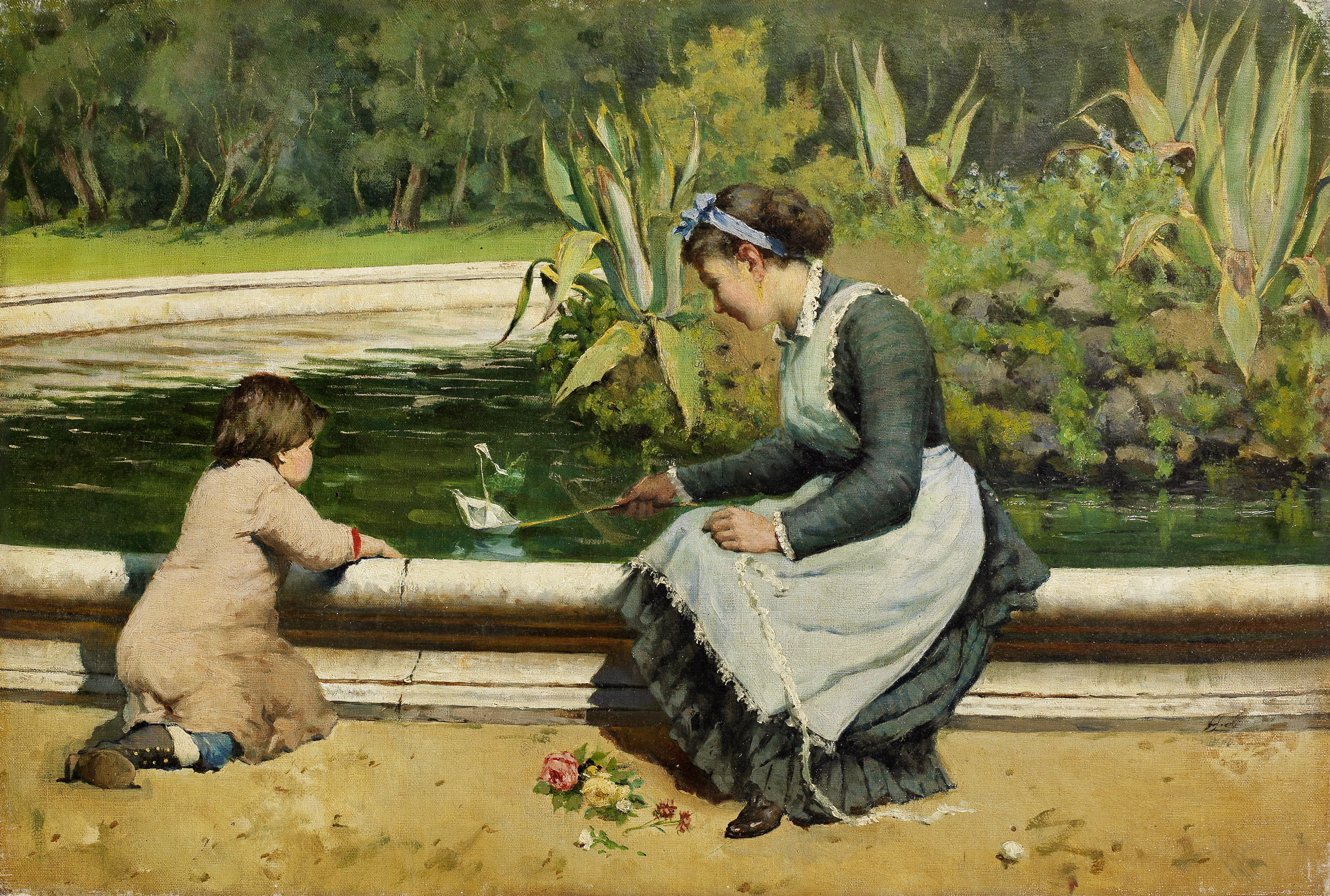
タスカ邸で遊ぶ子供
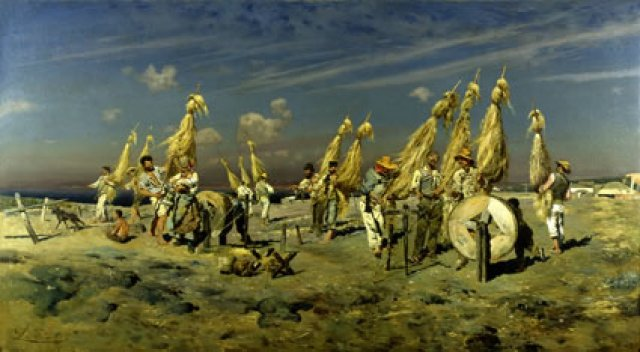
I Funari di Torre del Greco (1883)
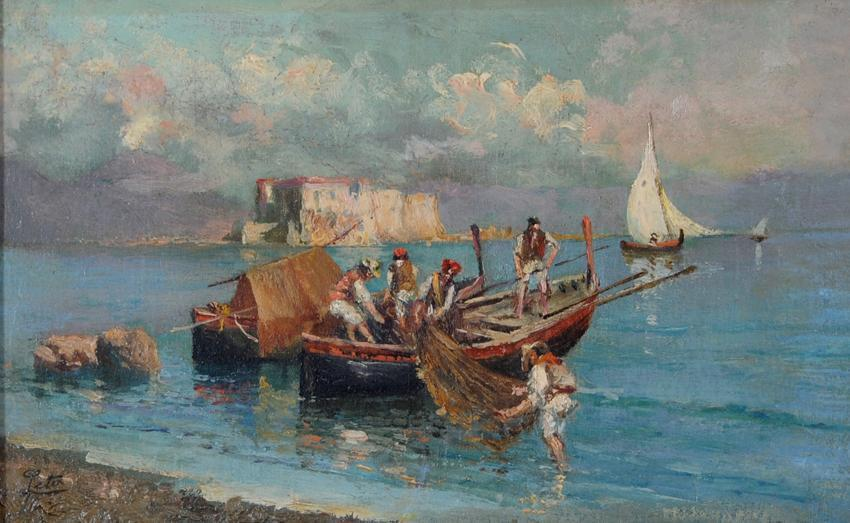
ナポリの古城と漁船
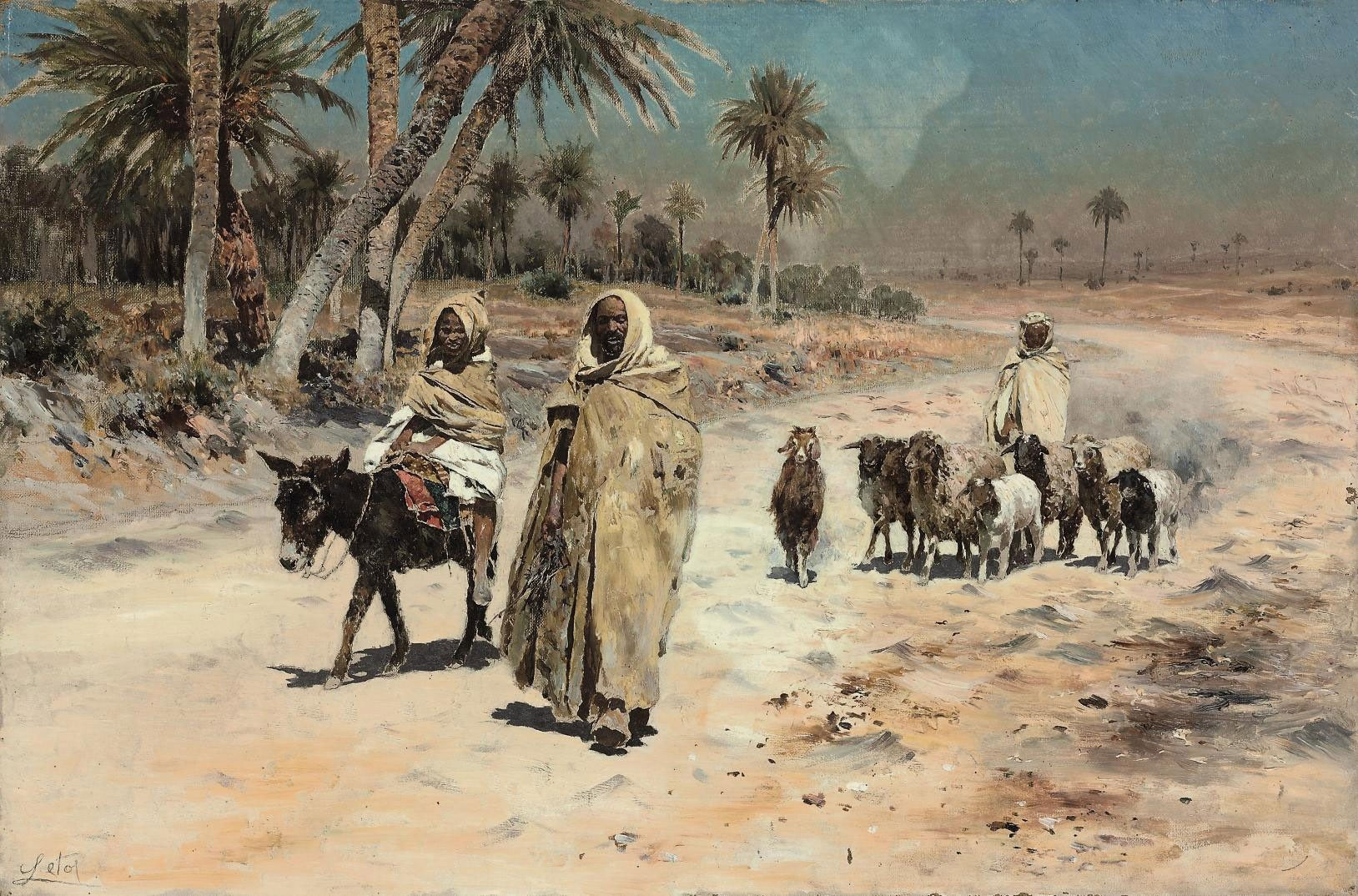
アラブの羊飼い
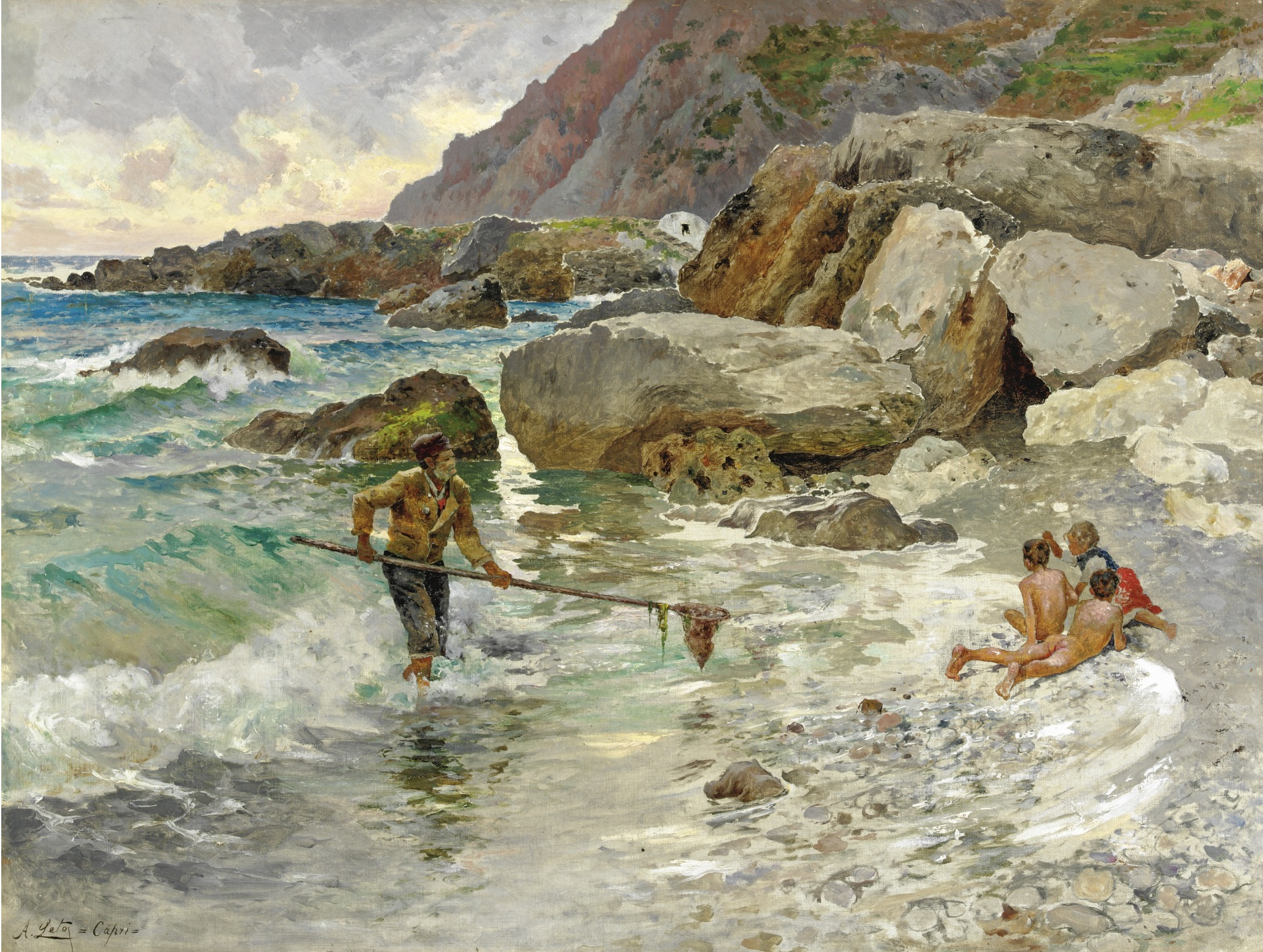
カプリの海の子供たち
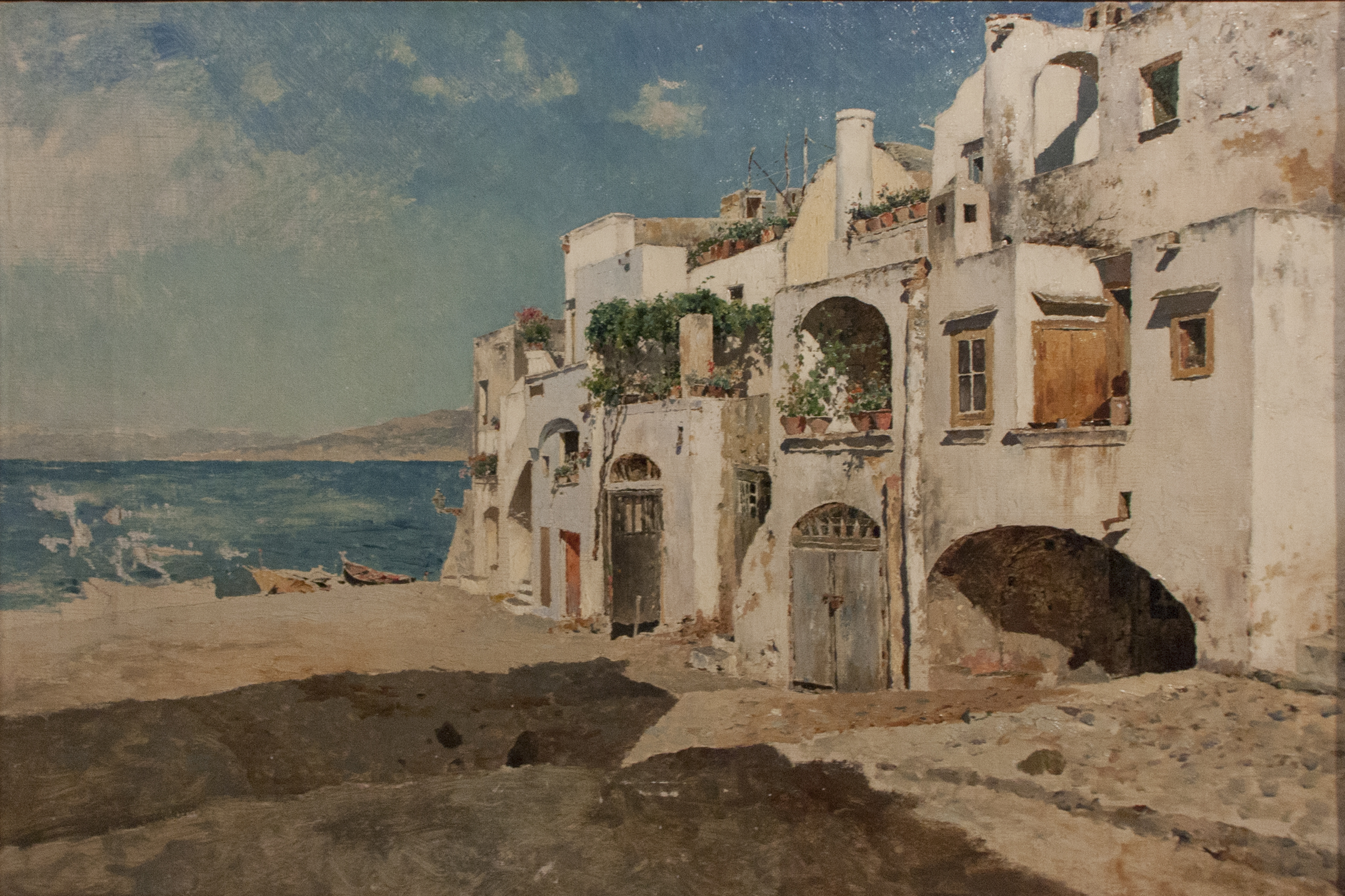
白い家